# Mas Pouplana
Mas Pouplana és una masia llistada com a monument i protegida com a bé cultural d'interès nacional al terme de Castell d'Aro, Platja d'Aro i s'Agaró (Baix Empordà). Conjunt format per un recinte emmurallat: la masia formada per dos cossos, una torre de planta quadrada i una petita capella. La masia disposa d'un portal adovellat i un finestral gòtic renaixentista. Les restes de la torre es poden datar pels segles xvi-xvii. Així mateix s'observa una garita de fortificació a la banda de migdia.
Consta d'una capella, de reduïdes dimensions i nau única. S'hi observa una porta d'arc de mig punt i un petit campanar. L'església es troba adossada al mur del Mas Pouplana.